# Pál
Pál est un prénom hongrois masculin.

## Étymologie
Le prénom est dérivé du prénom latin chrétien Paulus, qui signifie humble, peu abondant, rare, petit.

## Équivalents
- Paul, Pau, Pavl, Pavel, Pavol, Pavlo, Pablo, Paolo, Pol, Polèt, Pawel...
- Paula, Paulina

## Personnalités portant ce prénom
- Pál Hermann (1902–1944), le premier violoncelliste du Quatuor hongrois
- Pál Kadosa (1903–1983), pianiste et compositeur hongrois ;
- Pál Simon, athlète hongrois du début du XXe siècle

## Fête
Les "Pál" sont, comme le premier "Saint-Paul" (Paul de Tarse), fêtés le 25 janvier et/ou le 29 juin, mais aussi à une dizaine d'autres dates.